# Conjectura lui Goldbach
Conjectura lui Goldbach este o presupunere din partea matematicianului german Christian Goldbach (1690-1764).
El nu a lăsat nici o urmă în istoria matematicii cu excepția acestei propoziții, pe care el a propus-o, în 1742, într-o scrisoare către Euler:
- Orice număr întreg par mai mare decât 2 poate fi scris ca sumă de 2 numere prime.

La vremea aceea, 1 era considerat număr prim, așa că o versiune modernă a conjecturii inițiale a lui Goldbach este (varianta ternară = varianta slabă):
- Orice număr întreg (par sau impar) mai mare decât 5 poate fi scris ca sumă de 3 numere prime.

Euler, devenind interesat de problemă, îi răspunde că această conjectură este de fapt o consecință a versiunii mai tari (varianta binară = varianta tare):
- Orice număr întreg par mai mare decât 2 poate fi scris ca sumă de două numere prime

El a observat că în toate cazurile pe care le-a încercat, orice număr par (cu excepția lui 2, care este el însuși un număr prim) poate fi reprezentat ca suma a două numere prime. De exemplu, 4=2+2, 6=3+3, 8=5+3, 10=5+5=3+7, 12=5+7, 14=7+7=3+11,
16=13+3=11+5, ... , 100=97+3 etc.
Euler nu a reușit să demonstreze conjectura și de fapt nimeni nu a reușit până în prezent.
Mai multe informații legate de Conjectura lui Goldbach se pot găsi în romanul "Unchiul Petros si Conjectura lui Goldbach" scris de Apostolos Doxiadis, tradus în 26 de limbi în prezent, inclusiv în română.